# Československá hokejová reprezentace v sezóně 1955/1956
Československá hokejová reprezentace v sezóně 1955/1956 sehrála celkem 11 zápasů.

## Přehled mezistátních zápasů
| Pořadí | Datum              | Soupeř  | Výsledek            | Soutěž                    | Místo utkání      |
| ------ | ------------------ | ------- | ------------------- | ------------------------- | ----------------- |
| 272.   | 26. listopadu 1955 | SRN     | 8:6 (5:2, 1:1, 2:3) | přátelsky                 | Brno              |
| 273.   | 27. listopadu 1955 | SRN     | 5:2 (3:1, 1:1, 1:0) | přátelsky                 | Praha             |
| 274.   | 26. prosince 1955  | Švédsko | 9:1 (1:0, 4:0, 4:1) | přátelsky                 | Stockholm         |
| 275.   | 28. prosince 1955  | Švédsko | 1:6 (0:1, 0:2, 1:3) | přátelsky                 | Stockholm         |
| 276.   | 27. ledna 1956     | USA     | 4:3 (2:1, 0:1, 2:1) | Zimní olympijské hry 1956 | Cortina d'Ampezzo |
| 277.   | 29. ledna 1956     | Polsko  | 8:3 (1:1, 6:2, 1:0) | Zimní olympijské hry 1956 | Cortina d'Ampezzo |
| 278.   | 30. ledna 1956     | Kanada  | 3:6 (1:1, 2:3, 0:2) | Zimní olympijské hry 1956 | Cortina d'Ampezzo |
| 279    | 31. ledna 1956     | Švédsko | 0:5 (0:1, 0:2, 0:2) | Zimní olympijské hry 1956 | Cortina d'Ampezzo |
| 280.   | 2. února 1956      | SSSR    | 4:7 (1:2, 0:3, 3:2) | Zimní olympijské hry 1956 | Cortina d'Ampezzo |
| 281.   | 3. února 1956      | SRN     | 9:3 (2:3, 5:0, 2:0) | Zimní olympijské hry 1956 | Cortina d'Ampezzo |
| 282.   | 4. února 1956      | USA     | 4:9 (0:1, 2:3, 2:5) | Zimní olympijské hry 1956 | Cortina d'Ampezzo |

## Bilance sezóny 1955/56
| Soupeř  | Zápasy | Výhry | Remízy | Prohry | Skóre |
| ------- | ------ | ----- | ------ | ------ | ----- |
| Kanada  | 1      | 0     | 0      | 1      | 3:6   |
| Polsko  | 1      | 1     | 0      | 0      | 8:3   |
| SRN     | 3      | 3     | 0      | 0      | 22:11 |
| SSSR    | 1      | 0     | 0      | 1      | 4:7   |
| Švédsko | 3      | 1     | 0      | 2      | 10:12 |
| USA     | 2      | 1     | 0      | 1      | 8:12  |
| Celkem  | 11     | 6     | 0      | 5      | 55:51 |

## Další zápasy reprezentace
| Datum              | Soupeř              | Výsledek             | Soutěž    | Místo utkání |
| 14. listopadu 1955 | Nottingham Panthers | 9:2 (3:1, 3:1, 3:0)  | přátelsky | Nottingham   |
| 16. listopadu 1955 | Harringay Racers    | 2:6 (1:3, 1:3, 0:0)  | přátelsky | Londýn       |
| 17. listopadu 1955 | Wembley Lions       | 6:4 (2:2, 3:1, 1:1)  | přátelsky | Londýn       |
| 19. listopadu 1955 | Paisley Pirates     | 6:2 (1:1, 3:0, 2:1)  | přátelsky | Glasgow      |
| 21. listopadu 1955 | Brighton Tigers     | 6:2 (2:1, 2:0, 2:1)  | přátelsky | Brighton     |
| 22. listopadu 1955 | Evropští Kanaďané   | 3:4 (2:0, 1:3, 0:1)  | přátelsky | Haag         |
| 19. prosince 1955  | Harringay Racers    | 4:1 (1:0, 2:1, 1:0)  | přátelsky | Brno         |
| 20. prosince 1955  | Harringay Racers    | 8:3 (1:2, 3:1, 4:0)  | přátelsky | Praha        |
| 29. prosince 1955  | ISK Bofors          | 11:6 (4:0, 5:1, 2:5) | přátelsky | Karlskoga    |
| 30. prosince 1955  | IK Grums            | 7:4 (3:1, 1:3, 3:0)  | přátelsky | Grums        |
| 12. ledna 1956     | Wembley Lions       | 11:3 (5:0, 0:2, 6:1) | přátelsky | Praha        |
| 17. ledna 1956     | Grasshoppers Curych | 9:6 (1:1, 6:1, 2:4)  | přátelsky | Curych       |
| 19. ledna 1956     | EHC Arosa           | 9:4 (2:0, 1:1, 6:3)  | přátelsky | Arosa        |
| 20. ledna 1956     | EHC Svatý Mořic     | 14:3 (3:1, 5:1, 6:1) | přátelsky | Svatý Mořic  |

## Přátelské mezistátní zápasy
Československo –  SRN	8:6 (5:2, 1:1, 2:3)
26. listopadu 1955 – Brno

Branky a nahrávky Československa: 1:1 3. Zdeněk Návrat (Bohumil Prošek), 2:1 9. František Vaněk (Bohumil Prošek), 3:1 13. Vlastimil Bubník, 4:1 13. Slavomír Bartoň, 5:2 18. Slavomír Bartoň (Vlastimil Bubník), 6:3 ? Slavomír Bartoň (Vlastimil Bubník), 7:3 44. František Vaněk, 8:5 51. Milan Vidlák.

Branky a nahrávky SRN: 0:1 3. Ernst Trautwein (vlastní Ladislav Olejník), 4:2 15. Kurt Sepp, 5:3 24. Markus Egen, 7:4 45. Kurt Sepp, 7:5 ? Rudolf Pittrich, 8:6 ? Rudolf Pittrich.

Rozhodčí: Peter Müller (SUI), Helmut Schmid (SUI)
ČSR: Jiří Kolouch – Jan Kasper, Ladislav Olejník, Ladislav Chabr, Miloslav Ošmera – Vlastimil Bubník, Slavomír Bartoň, Bronislav Danda – Zdeněk Návrat, František Vaněk, Bohumil Prošek – Rudolf Scheuer, Oldřich Sedlák, Milan Vidlák.
SRN: Richard Wörschhauser – Karl Birschel, Paul Ambros, Hans Huber, Anton Biersack – Ernst Trautwein, Markus Egen, Kurt Sepp – Martin Zach, Hans Rampf, Rudolf Pittrich – Hans-Georg Pescher.
 Československo –  SRN	5:2 (3:1, 1:1, 1:0)
27. listopadu 1955 – Praha

Branky a nahrávky Československa: 3. Ján Starší (Miloslav Charouzd), 10. Miloslav Charouzd, 15. Vladimír Zábrodský (Karel Gut), 39. Václav Pantůček (Karel Gut), 46. Miloslav Vecko.

Branky a nahrávky SRN: 17. Hans-Georg Pescher, 32. Hans Huber.

Rozhodčí: Peter Müller (SUI), Helmut Schmid (SUI)

Vyloučení: 2:3 (využití 0:0, v oslabení 1:0)
ČSR: Jiří Hanzl – Karel Gut, Zdeněk Ujčík, František Tikal, Miloslav Kolář – Stanislav Nepomucký, Vladimír Zábrodský, Václav Pantůček – Miroslav Kameník, Ján Starší, Miloslav Charouzd – Karel Vaněk, Josef Buřič, Miloslav Vecko.
SRN: Richard Wörschhauser – Paul Ambros, Karl Birschel, Hans Huber, Anton Biersack – Kurt Sepp, Markus Egen, Ernst Trautwein – Rudolf Pittrich, Hans Rampf, Hans-Georg Pescher – Martin Zach.
 Československo –  Švédsko 9:1 (1:0, 4:0, 4:1)
26. prosince 1955 – Stockholm

Branky a nahrávky Československa: 14. Karol Fako (Stanislav Bacílek, Miloslav Charouzd), 21. Vladimír Zábrodský, 31. Karol Fako (Jan Lidral), 32. Vlastimil Hajšman (Vladimír Zábrodský), 39. Josef Seiler (Jan Lidral), 47. Miloslav Charouzd (Stanislav Bacílek), 55. Antonín Španinger, 58. Miloslav Charouzd (Karel Gut, Karol Fako), 59. Josef Seiler.

Branky a nahrávky Švédska: 54. Lars Björn.

Rozhodčí: Karelius Paulsberg (NOR), Christiansen (NOR)

Vyloučení: 3:0 (využití 0:0)
ČSR: Jan Vodička – Karel Gut, Antonín Španinger, Jan Lidral, Václav Bubník – Karol Fako, Stanislav Bacílek, Miloslav Charouzd – Vlastimil Hajšman, Vladimír Zábrodský, Václav Pantůček – Jaroslav Kamiš, Josef Seiler, Milan Vidlák
Švédsko: Lars Svensson – Bertz Zetterberg, Lars Björn, Åke Lassas, Vilgot Larsson – Holger Nurmela, Sven Tumba Johansson, Hans Öberg – Göte Blomqvist, Stig Carlsson, Erik Johansson – Bengt Bornström, Sigurd Bröms, Stig Påvels.
 Československo –  Švédsko 1:6 (0:1, 0:2, 1:3)
28. prosince 1955 – Stockholm

Branky a nahrávky Československa: 55. Karol Fako (Miloslav Charouzd, Václav Bubník).

Branky a nahrávky Švédska: 17. Holger Nurmela, 21. Ronald Pettersson, 30. Hans Öberg (Holger Nurmela, Sven Tumba Johansson), 50. Lars-Eric Lundvall (Nisse Nilsson), 51. Stig Tvilling, 54. Hans Öberg (Holger Nurmela).

Rozhodčí: Karelius Paulsberg (NOR), Christiansen (NOR)

Vyloučení: 5:1 (využití 0:0)
ČSR: Jan Vodička – Karel Gut, Antonín Španinger, Václav Bubník, Stanislav Bacílek – Vlastimil Hajšman, Vladimír Zábrodský, Václav Pantůček – Karol Fako, Ján Starší (Stanislav Bacílek), Miloslav Charouzd – Jaroslav Kamiš, Josef Seiler, Milan Vidlák
Švédsko: Yngve Casslind – Bertz Zetterberg, Lars Björn, Ove Malmberg, Vilgot Larsson – Holger Nurmela, Sven Tumba Johansson, Hans Öberg – Ronald Pettersson, Nisse Nilsson, Lars-Eric Lundvall – Hans Tvilling, Stig Tvilling, Stig Carlsson.

## Další zápasy reprezentace
Československo –  Nottingham Panthers 9:2 (3:1, 3:1, 3:0)
14. listopadu 1955 – Nottingham

Branky Československa: 8. Slavomír Bartoň, 10. Vladimír Zábrodský, 14. Vlastimil Bubník, 25. Bohumil Prošek, 26. Bohumil Prošek, 6:1 36. Bohumil Prošek, 48. Slavomír Bartoň, 49. Ján Starší, 50. Václav Bubník.

Branky Nottinghamu: 19. Jerry Hudson, 6:2 36. Chick Zamick. 

Rozhodčí: J. Manless (GBR), Jimmy Chapell (GBR)
ČSR: Jiří Kolouch - Karel Gut, Jan Kasper, Václav Bubník, Stanislav Bacílek - Vlastimil Bubník, Slavomír Bartoň, Bronislav Danda - Vlastimil Hajšman, Vladimír Zábrodský, Václav Pantůček - Ján Starší, František Vaněk, Bohumil Prošek - Karol Fako.
Nottingham Panthers: Jack Siemon - Lorne Smith, Doug Wilson, Ken Westman, Fred Hall - Ernie Dougherty, Chick Zamick, Jerry Hudson - Jimmy Spence, Dave Rusnell, Gerry Watson - Dave Ritchie.
 Československo –  Harringay Racers  2:6 (1:3, 1:3, 0:0)
16. listopadu 1955 – Londýn

Branky Československa: 19. Milan Vidlák, 29. Václav Bubník.

Branky Harringay: 1. Bill Winemaster, 7. Clive Millard, 18. Leslie Anning, 26. Tick Beattie, 26. Tick Beattie, 27. Vic Fildes.

Rozhodčí: Fan Heximer (GBR), Ernest Leacock (GBR) 
ČSR: Jiří Kolouch (21. Jan Vodička) - Karel Gut, Jan Kasper, Václav Bubník, Jan Lidral, Stanislav Bacílek - Vlastimil Bubník, Slavomír Bartoň, Bronislav Danda - Vlastimil Hajšman, Vladimír Zábrodský, Bohumil Prošek - Karol Fako, Ján Starší, Milan Vidlák. 
Harringay Racers: Gordie English - Ralph Lyndon, Arthur Hodgins, Bill Winemaster, Vic Fildes - Bill Glennie, Wilfred Thrasher, Tick Beattie - Leslie Anning, Ken Booth, Clifton Ryan - Clive Millard.
 Československo –  Wembley Lions  6:4 (2:2, 3:1, 1:1)
17. listopadu 1955 – Londýn

Branky Československa: 1. Vlastimil Bubník, 2. Václav Pantůček, 24. Stanislav Bacílek, 25. Bohumil Prošek, 30. Vladimír Zábrodský, 52. Vladimír Zábrodský.

Branky Wembley Lions: 10. Frank Chiarelli, 11. Bill Glennie, 40. Clifton Ryan, 60. Bill Winemaster.

Rozhodčí: Jimmy Chapell (GBR), Ernest Leacock (GBR) 
ČSR: Jan Vodička - Karel Gut, Jan Kasper, Václav Bubník, Stanislav Bacílek - Vlastimil Bubník, Slavomír Bartoň, Bronislav Danda - Vlastimil Hajšman, Vladimír Zábrodský, Václav Pantůček - Ján Starší, František Vaněk, Bohumil Prošek.
Wembley Lions: Ron Kilbey - Bill Winemaster, Clarence Rost, Roy Shepherd, Lawson Neil - Leslie Anning, Ken Booth, Clifton Ryan - Gordon Scott, Frank Chiarelli, Gerry Moore - Ray Maisoneuve, Nebby Thrasher, Bill Glennie. 
 Československo –  Paisley Pirates  6:2 (1:1, 3:0, 2:1)
19. listopadu 1955 – Glasgow

Branky Československa: 1. Vlastimil Bubník, 25. Vlastimil Hajšman, 26. Ján Starší, 38. Vlastimil Bubník, 46. Ján Starší, 54. Slavomír Bartoň

Branky Paisley Pirates: 11. Tom Wilson, 55. Cece Cowie.

Rozhodčí: Cross (GBR), Beaton (GBR)
ČSR: Jan Vodička - Karel Gut, Jan Kasper, Václav Bubník, Stanislav Bacílek - Vlastimil Bubník, Slavomír Bartoň, Bronislav Danda - Vlastimil Hajšman, Vladimír Zábrodský, Václav Pantůček - Ján Starší, František Vaněk, Bohumil Prošek.
Paisley Pirates: Eddy Lochhead - Giuseppe Griffi, Tiny Syme, Gerry Corriveau, Joe Brown - Art Sullivan, Tom Lemon, Paul Provost - Cece Cowie, Ted Lacey, Tom Wilson - Billy Crawford, Bill Brennan.
 Československo –  Brighton Tigers  6:2 (2:1, 2:0, 2:1)
21. listopadu 1955 – Brighton

Branky Československa: 17. Vlastimil Hajšman, 20. Vlastimil Bubník, 32. František Vaněk, 34. Vlastimil Bubník, 48. Slavomír Bartoň, 51. Bohumil Prošek.

Branky Paisley Pirates: 5. Johnny Oxley, 52. Garnett Vasey.

Rozhodčí: Pearson (GBR), Lewthwait (GBR)
ČSR: Jan Vodička - Karel Gut, Jan Kasper, Václav Bubník, Stanislav Bacílek - Vlastimil Bubník, Slavomír Bartoň, Bronislav Danda - Vlastimil Hajšman, Vladimír Zábrodský, Václav Pantůček - Karol Fako, František Vaněk, Bohumil Prošek.
Brighton Tigers: Dibley - Bob Wood, Garnett Vasey - Lea Hardy, Johnny Oxley, Bill Ringer - Larry Winder, Roy Hammond, Bobby McNeil - Syd Arnold, Mike O'Brien, Jim Raisbeck - Roy Yates.
 Československo – Evropští Kanaďané  3:4 (2:0, 1:3, 0:1) 
21. listopadu 1955 – Haag

Branky Československa: 10. Václav Pantůček, 13. Vlastimil Bubník, 21. Vlastimil Bubník.

Branky Evropských Kanaďanů: 24. Roy Hammond, 26. Ed Zukiwski, 36. Larry Winder, 60. Ed Zukiwski.

Rozhodčí: Ernst (NED), Blanck (NED) 
ČSR: Jiří Kolouch - Karel Gut, Jan Kasper, Jan Lidral, Stanislav Bacílek - Vlastimil Bubník, Slavomír Bartoň, Bronislav Danda - Vlastimil Hajšman, Vladimír Zábrodský, Václav Pantůček - Ján Starší, František Vaněk, Milan Vidlák. 
Evropští Kanaďané: Jack Lyndon - Pete Laliberté, Roger Gélinas, Garnett Vasey, Ken Booth - Larry Winder, Roy Hammond, Bobby McNeil - Arie Klein, Ed Zukiwski, Smith - Rijk Loek, Cor Schwencke, Rolf van der Baumen.
 Československo –  Harringay Racers  4:1 (1:0, 2:1, 1:0) 
19. prosince 1955 – Brno

Branky Československa: 14. Bronislav Danda, 35. Stanislav Bacílek, 36. Miloslav Charouzd, 49. Vlastimil Bubník.

Branky Harringay: 22. Bill Glennie.

Rozhodčí: Formánek (TCH), Vůjtěch (TCH)
ČSR: Jan Vodička - Karel Gut, Stanislav Bacílek, Václav Bubník, Antonín Španinger - Vlastimil Bubník, Slavomír Bartoň, Bronislav Danda - Vlastimil Hajšman, Vladimír Zábrodský, Václav Pantůček - Karol Fako, Ján Starší, Miloslav Charouzd - Milan Vidlák. 
Harringay Racers: Ron Kilbey - Bill Winemaster, Arthur Hodgins, Ralph Lyndon, Bert Oig - Fred Denny, Bill Glennie, Ray Maisoneuve - Leslie Anning, Ken Booth, Clifton Ryan - Tick Beattie, Wilfred Thrasher, Rupert Fresher - Clive Millard.
 Československo –  Harringay Racers 8:3 (1:2, 3:1, 4:0)  
20. prosince 1955 – Praha

Branky Československa: 15. Slavomír Bartoň, 36. Slavomír Bartoň, 37. Vladimír Zábrodský, 39. Vlastimil Bubník, 47. Stanislav Bacílek, 58. Bronislav Danda, 7:3 59. Antonín Španinger, 8:3 59. Miloslav Charouzd.

Branky Harringay: 14. Wilfred Thrasher, 19. Leslie Anning, 29. Bill Glennie,

Rozhodčí: Quido Adamec (TCH), Ladislav Tencza (TCH)
ČSR: Jan Vodička - Karel Gut, Stanislav Bacílek, Václav Bubník, Antonín Španinger - Vlastimil Bubník, Slavomír Bartoň, Bronislav Danda - Vlastimil Hajšman, Vladimír Zábrodský, Václav Pantůček - Karol Fako, Ján Starší, Miloslav Charouzd - Stanislav Nepomucký. 
Harringay Racers: Ron Kilbey - Bill Winemaster, Ralph Lyndon, Bert Oig - Fred Denny, Bill Glennie, Ray Maisoneuve - Leslie Anning, Ken Booth, Clifton Ryan - Tick Beattie, Wilfred Thrasher, Rupert Fresher - Clive Millard.
 Československo (Praha) –  ISK Bofors 11:6 (4:0, 5:1, 2:5)
29. prosince 1955 – Karlskoga

Branky Československa: 1:0 3. Václav Pantůček, 2:0 3. Jan Lidral, 16. Václav Bubník, 20. Karol Fako, 5:0 21. Václav Pantůček, 6:0 21. Václav Pantůček, 22. Vladimír Zábrodský, 34. Jaroslav Kamiš, 36. Oldřich Sedlák, 41. Karol Fako, 60. Vladimír Zábrodský.

Branky ISK Bofors: 24. Hagstrand, Remmelg, Remmelg, Petterson, Stahlberg, Ardvidsson.

Rozhodčí: Ernst Wilkert (SWE), Riljka (SWE)
ČSR: Jan Vodička (21. František Bartoš) - Karel Gut, Antonín Španinger, Václav Bubník, Jan Lidral - Vlastimil Hajšman, Vladimír Zábrodský, Václav Pantůček - Karol Fako, Stanislav Bacílek, Miloslav Charouzd - Jaroslav Kamiš, Oldřich Sedlák, Milan Vidlák.
ISK Bofors: Skotee - Stig Johansson, Ekberg, Stig Stahlberg, Nordh - K. E. Johansson, Granath, Karlsson - Bengt Stahlberg, Hagstrand, Remmelg - Petterson, Bransk, Ardvidsson.
 Československo (Praha) –  IK Grums 7:4 (3:1, 1:3, 3:0)
30. prosince 1955 – Grums

Branky Československa: 10. Milan Vidlák, 13. Vladimír Zábrodský, 14. Miloslav Charouzd, 29. Miloslav Charouzd, 42. Vladimír Zábrodský, 44. Václav Bubník, 50. Karel Gut.

Branky IK Grums: 1 Åke Skåre, 33. Segerman, 35. Wallström, 40. Adrian.

Rozhodčí: Johansson (SWE), Ernst Wilkert (SWE)
ČSR: Jan Vodička - Karel Gut, Antonín Španinger, Václav Bubník - Vlastimil Hajšman, Vladimír Zábrodský, Václav Pantůček - Jaroslav Kamiš, Oldřich Sedlák, Milan Vidlák - Karol Fako, Stanislav Bacílek, Miloslav Charouzd. 
IK Grums: Nilsson (Elvin) - L. Pettersson, Stig Waller, Torsten Pettersson - Segerman, Adrian, Bo Sörman - Wallström, Per Jansson, Åke Skåre - Karlsson, Johansson, Gert Axelsson.
 Československo –  Wembley Lions 11:3 (5:0, 0:2, 6:1)
12. ledna 1956 – Praha

Branky Československa: 1:0 2. Bohumil Prošek, 2:0 8. Vlastimil Bubník, 3:0 14. Vlastimil Bubník, 4:0 17. Miroslav Kluc, 5:0 20. Vlastimil Bubník, 6:2 43. Slavomír Bartoň, 7:2 48. Vlastimil Bubník, 8:3 50. Bohumil Prošek, 9:3 52. Miroslav Kluc, 10:3 56. Bohumil Prošek, 11:3 58. Otto Cimrman.

Branky Wembley Lions: 5:1 35. Les Anning, 5:2 40. Frank Chiarelli, 7:3 50. Cliff Ryan.

Rozhodčí: Quido Adamec (TCH), Miloslav Pokorný (TCH)

Vyloučení: 0:0
ČSR: Jan Vodička (32. Ján Jendek) - Karel Gut, Stanislav Bacílek, Václav Bubník, Jaromír Bünter - Vlastimil Bubník, Slavomír Bartoň, Bronislav Danda - Zdeněk Návrat, František Vaněk, Bohumil Prošek - Václav Pantůček, Miroslav Kluc, Otto Cimrman.
Wembley Lions: Ron Kilbey - Vic Fildes, Bert Oig, Clarence Rost, Lawson Neil - Les Anning, Ken Booth, Cliff Ryan - Fred Denny, Bill Glennie, Peter Rayfield - Gerry Moore, Frank Chiarelli, Gordon Scott.
 Československo –  Grasshoppers Curych 9:6 (1:1, 6:1, 2:4)
17. ledna 1956 – Curych

Branky Československa: 2x Bartoň, Bronislav Danda, Vlastimil Bubník, Vladimír Zábrodský, Bohumil Prošek, Miroslav Klůc, Václav Bubník, Karel Gut.  

Branky Grasshoppers Curych: 3x Hardy, 2x Johansson, Kelly.

Rozhodčí: Quido Adamec (TCH), Hans-Rudolf Braun (SUI)
ČSR: Jan Vodička, Ján Jendek - Karel Gut, Stanislav Bacílek, Jaromír Bünter, Vlastimil Bubník, Slavomír Bartoň, Bronislav Danda, Zdeněk Návrat, František Vaněk, Bohumil Prošek, Stanislav Bacílek, Vladimír Zábrodský, Václav Pantůček, Václav Bubník, Miroslav Kluc, Otto Cimrman.
Grasshoppers Curych: Meier - Miescher, Dietiker, Keller, Rätus Frei - Seeholzer, Winiger, Burkhard - Hardy, Kelly, Bruce Hamilton - Ken Johansson, Dinard.
 Československo –  EHC Arosa 9:4 (2:0, 1:1, 6:3)
19. ledna 1956 (10:30) – Arosa

Branky Československa: 3x Vlastimil Bubník, 2x Stanislav Bacílek, Bronislav Danda, František Vaněk, Vladimír Zábrodský, Václav Pantůček.

Branky EHC Arosa: 2x Hans-Martin Trepp, 2x Robertson.

Rozhodčí: Quido Adamec (TCH), Heinrich Lohrer (SUI)
ČSR: Jan Vodička - Václav Bubník, Karel Gut, Jaromír Bünter - Vlastimil Bubník, Slavomír Bartoň, Bronislav Danda - Zdeněk Návrat, František Vaněk, Bohumil Prošek - Stanislav Bacílek, Vladimír Zábrodský, Václav Pantůček - Miroslav Kluc, Otto Cimrman.
 Československo –  EHC Svatý Mořic 14:3 (3:1, 5:1, 6:1)
20. ledna 1956 (14:15) – Svatý Mořic

Branky Československa: 4x Slavomír Bartoň, 2x Miroslav Klůc, Zdeněk Návrat, Jaromír Bünter, Vladimír Zábrodský, Václav Bubník, Bronislav Danda, Václav Pantůček, Otto Cimrman, Karel Gut.

Branky EHC Svatý Mořic: 3x Walter Fife.

Rozhodčí: Quido Adamec (TCH), Jack Lutta (SUI)
ČSR: Ján Jendek - 

1. třetina - Václav Bubník, Karel Gut, Stanislav Bacílek, Jaromír Bünter - Vlastimil Bubník, Vladimír Zábrodský, Bronislav Danda - Slavomír Bartoň, Miroslav Kluc, Otto Cimrman - Zdeněk Návrat, František Vaněk, Bohumil Prošek.

2. třetina - Jan Kasper, Karel Gut, Stanislav Bacílek, Jaromír Bünter - Vlastimil Bubník, Vladimír Zábrodský, Václav Pantůček - Slavomír Bartoň, Miroslav Kluc, Otto Cimrman - Zdeněk Návrat, František Vaněk, Bohumil Prošek.

3. třetina - Karel Gut, Stanislav Bacílek, Jaromír Bünter - Vladimír Zábrodský, Stanislav Bacílek, Václav Pantůček - Vlastimil Bubník, Slavomír Bartoň, Bronislav Danda - Zdeněk Návrat, František Vaněk, Bohumil Prošek.
EHC Svatý Mořic: Strimer (Cadonau) - Lea Hardy, Romedi Spada, Robbi - Ken Johansson, Walter Fife, Glisenti - Nino Bibbia, Sirogell, Lansel - Romani, Michell, Koller.